# 白鳥号 (航空機)

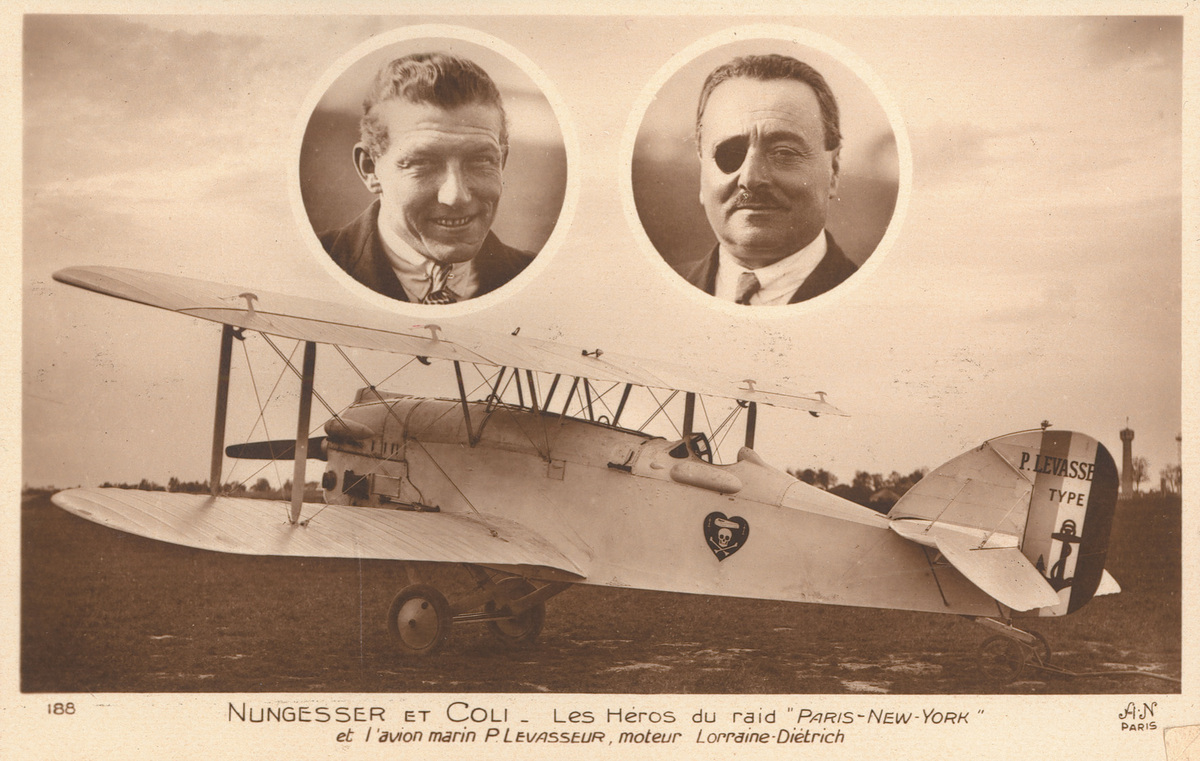
白鳥号 L'Oiseau Blanc

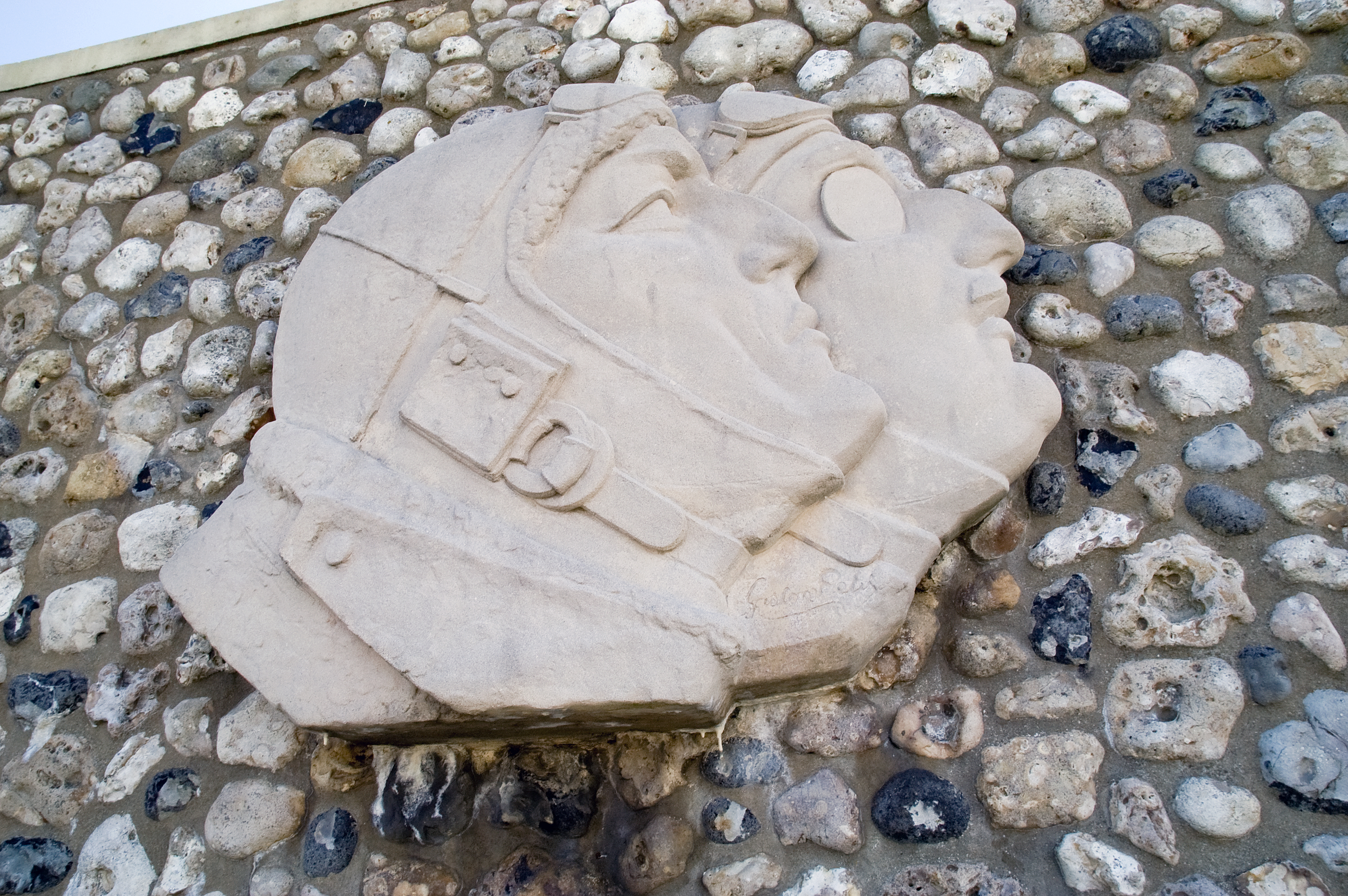
エトルタの博物館の外壁にあるシャルル・ナンジェッセとフランソワ・コリのレリーフ

白鳥号（はくちょうごう、L'Oiseau Blanc）は、パリ、ニューヨーク間の無着陸飛行に挑戦したフランスのパイロット、シャルル・ナンジェッセとフランソワ・コリの乗機で、1927年5月8日にパリを離陸してニューヨークに向かったが、行方不明となった。

## 経緯
ニューヨーク、パリ間の大西洋無着陸飛行にかけられたオルティーグ賞に挑戦したフランソワ・コリは地中海横断飛行などに成功していた。初めフランスの撃墜王ポール・タラスコンと飛行する計画であったが1926年末、彼らの乗機ポテーズ 25は事故で破損し、タラスコンは負傷したため第一次世界大戦のフランス撃墜王シャルル・ナンジェッセと組むことになった。
偵察機ルバッスール PL.4を改造したルバッスール PL.8は、2席あったコクピットの内、前側のコクピットを取り除いて燃料タンクとし、後席を広げて、2人の乗員は並んで座るように改造した。着水にそなえて胴体の気密性を高めた。3個のタンクは巨大で4,025リットルのガソリンを搭載できた。翼巾は広げられ、450馬力のW-12型エンジンが搭載された。エンジンは40時間以上運転できることが確認された。
機体は白く塗装され、ナンジェッセが第一次世界大戦で用いた、黒いハートに骸骨とろうそく、棺桶を描いたマークが描かれた。重量のわりに信頼性が低かったので無線機は積まれず、天測航法で飛行することにした。主脚も離陸後、重量軽減のために切り離された。
1927年5月8日午前5時30分、パリのル・ブルジェ空港を離陸した。離陸時の重量は11,000ポンドで、大圏コースが選ばれ、アイルランド、ニューファンドランド島、ボストンを経由してニューヨークに到達する予定であった。離陸後、しばらくは5機のフランス軍機に護衛され、アイルランドではイギリス海軍士官が飛行を目撃し記録に残した。しかし、その後飛行を目撃したものはいなかった。いくつかの新聞はニューヨークへの到着を報じたが、誤報であった。国際的な捜索が実施され、9日にわたって、ニューファンドランド島とニューヨークの間が捜索され、カナダ森林局も2機の捜索機を出動させたが、白鳥号は見つからなかった。チャールズ・リンドバーグが大西洋無着陸飛行に成功し、パリに到着したのはナンジェッセらの出発の12日後であった。一般的な見方として、嵐のため大西洋に墜落したと思われている。